# George Thomas Clark
El coronel George Thomas Clark (26 de mayo de 1809 - 31 de enero de 1898) fue un cirujano, ingeniero e industrial siderúrgico británico. Estuvo particularmente asociado con la gestión de la Dowlais Iron Company. También fue un estudioso de la historia de Glamorganshire.

## Semblanza
Clark nació en Chelsea (Londres). Era el hijo mayor del reverendo George Clark (1777–1848), capellán del Real Asilo Militar de Chelsea, y de Clara, de soltera Dicey. Fue educado en la Charterhouse School, y aprendió el oficio de cirujano como pupilo de Sir Patrick Macgregor, en 1825, y luego de George Gisborne Babington. Se convirtió en miembro del Real Colegio de Cirujanos en 1832, y abrió una consulta en Bristol.
A mediados de la década de 1830, Clark estaba empleado por Isambard Kingdom Brunel como ingeniero en la construcción del Great Western y del Ferrocarril de Taff Vale. Su puesto era de alto nivel, con la responsabilidad general de algunos tramos de la línea y de las estructuras civiles. La participación en importantes obras de movimiento de tierras parece haber alimentado su interés por la geología y la arqueología y, de forma anónima, escribió dos guías sobre el ferrocarril, además de un comentario sobre los métodos de Brunel, que se publicó en Gentleman's Magazine en 1895.
De 1843 a 1847, Clark trabajó en el Gran Ferrocarril de la Península India, interviniendo en la topografía y la planificación de la primera línea de pasajeros en la India desde Bombay hasta Thana que se inauguró en 1852. A su regreso a Inglaterra, publicó un informe sobre la geología de la región.
En 1855, Clark tomó el control de la compañía Dowlais Ironworks. La esposa de Clark era descendiente de Thomas Lewis, uno de los socios originales de Dowlais Ironworks. Los intereses de la familia en la firma habían pasado a John Josiah Guest, quien después de su muerte nombró a Clark entre los fideicomisarios. Cuando la viuda de Guest, Charlotte Guest, se volvió a casar en 1855, el control de facto recayó en Clark. En 1876 también fue presidente de la British Iron Trade Association.
En 1850, Clark se casó con Ann Price Lewis. Los Clark tuvieron un hijo y una hija. En 1865, Clark compró Tal-y-garn Manor, una pequeña propiedad cerca de Llantrisant, Glamorgan, y se dispuso a reunir una propiedad de unos 924 acres (3,7 km²) con la intención de fundar una dinastía de terratenientes. Clark murió en 1898 en Tal-y-garn y fue enterrado allí. Su esposa Ann también murió en 1885. Su riqueza al morir era de 333.305 libras esterlinas (27 millones de libras esterlinas al cambio en 2003).
Sin embargo, la dinastía no prosperó y la mayor parte de la tierra se vendió poco después de la muerte de su hijo en 1918.
La casa principal se convertiría en un hospital de mineros y finalmente se convirtió en apartamentos.

## Trabajo

### Ferrería Dowlais

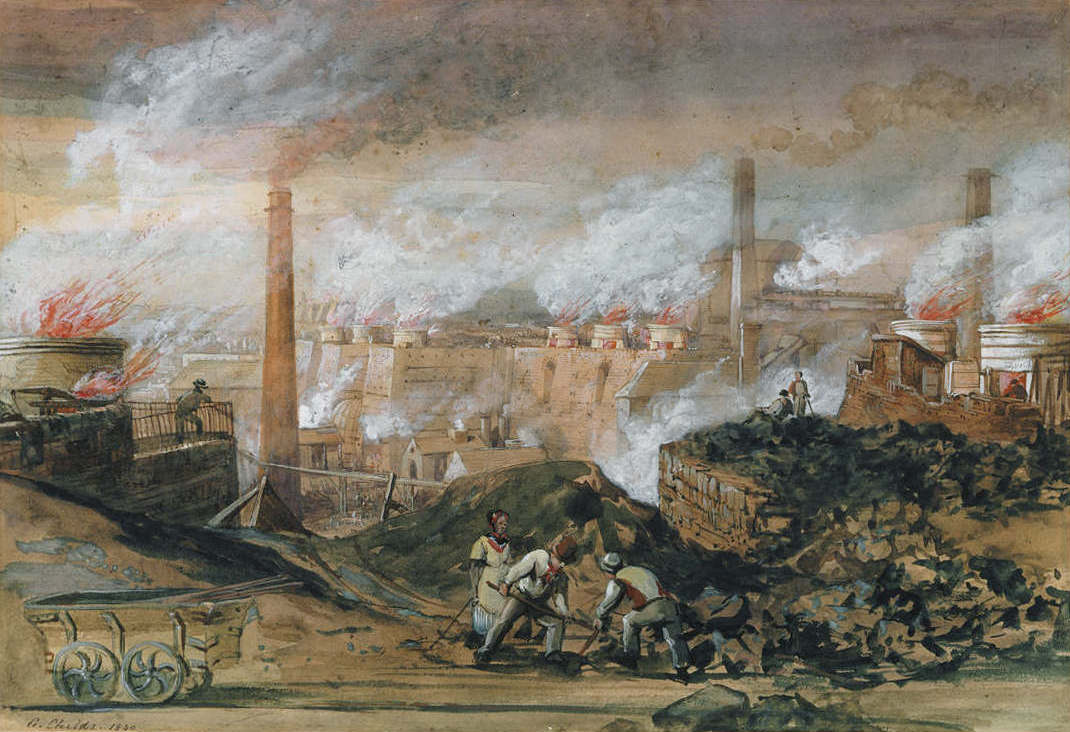
Dowlais Ironworks, por G. Childs (1840)

En 1855, Clark tomó el control de la compañía Dowlais Ironworks. Los talleres habían estado por un tiempo en declive, y Clark tomó medidas rápidamente para mejorar la gestión de la empresa, atrayendo capital adicional y persuadiendo a Henry Austin Bruce para que compartiera con él la responsabilidad del fideicomiso. Clark fijó su residencia en Dowlais y dedicó todas sus energías al desarrollo de los talleres y la rehabilitación de la finca. Como Bruce se dedicó a la política, toda la responsabilidad de la gestión recayó únicamente en Clark, cuya rara capacidad para la administración se demostró no menos por su rápido dominio de una situación complicada que por su sabia selección de jefes de departamento, entre los que destacaba su gerente general, William Menelaus.
A mediados de la década de 1860, las reformas de Clark dieron sus frutos en la renovación de la rentabilidad del negocio y fue recompensado con un salario anual de 3.500 libras esterlinas y el cinco por ciento de las ganancias. Clark y Menelaus invitaron a Henry Bessemer a Dowlais, donde perfeccionó su proceso para fabricar hierro maleable directamente del mineral. Dowlais se convirtió en un centro de innovación y, aunque los derechos del convertidor Bessemer fueron adquiridos en 1856, se necesitaron nueve años de planificación detallada y gestión de proyectos antes de que se produjera el primer acero. La empresa prosperó con sus nuevos métodos de producción rentables, formando alianzas con la Consett Iron Company y Krupp.

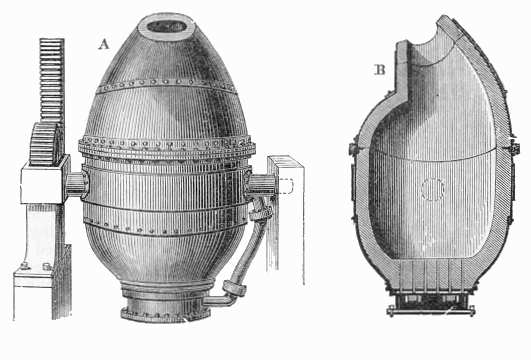
Diagrama esquemático de un convertidor Bessemer

Dowlais pronto lideró el campo de la producción de carriles de acero y durante algún tiempo tuvo el monopolio de ese comercio en Gales. La consiguiente expansión de la industria y la dificultad de obtener un suministro adecuado de minerales apropiados de zonas cercanas, llevó a Clark, junto con Consett Iron Company y los Sres. Krupp de Essen, a adquirir una extensa extensión de depósitos de mineral de hierro cerca de Bilbao en España. Para independizar las obras de las vicisitudes del comercio del carbón, también compró grandes zonas con yacimientos de carbón, en su mayor parte sin desarrollar, en Glamorganshire.
A medida que su riqueza crecía, delegó la gestión diaria a Menelao, y su fideicomiso terminó en 1864 cuando la propiedad pasó a Sir Ivor Guest. Sin embargo, Clark continuó dirigiendo la política de la empresa, en particular, construyendo una nueva planta en los muelles de Cardiff y vetando una sociedad por acciones. Bajo su régimen, Dowlais se convirtió en una gran escuela de formación que proporcionó a empresas similares en otros lugares, dando formación a un número mucho mayor de gerentes y líderes que cualquier otra fábrica de hierro o acero del país. Finalmente, consiguió el establecimiento en 1888-1891 de hornos y molinos en conexión con Dowlais, en la costa de Cardiff, lo que redujo considerablemente los costos de transporte pero, finalmente, condujo al declive de Dowlais como centro industrial. Lord Wimborne lo indujo a continuar con su administración de las empresas de Dowlais hasta finales de marzo de 1897. Se retiró formalmente en 1897.

### Estudios históricos
Clark publicó en seis volúmenes la obra Cartae et Alia Munimenta Quae ad Dominium de Glamorgancia Pertinent. ("Cartas y otros munimentos que pertenecen al señorío de Glamorgan"). Este trabajo reconstruyó gran parte de la historia medieval y la información genealógica de Glamorgan y gran parte de la historia posterior hasta el siglo XVI. Consiste en transcripciones de unas 1.660 cartas antiguas, numeradas en números romanos, en su idioma y ortografía originales, que Clark había obtenido de varias fuentes, incluidos los muniment de la abadía de Margam y del priorato de Ewenny.
Su familiaridad con los nombres de la antigua Glamorgan lo llevó a producir otro gran trabajo sobre la genealogía galesa, "Limbus Patrum Morganiae et Glamorganiae: Being the Genealogies of the Older Families of the Lordships of Morgan and Glamorgan".

### Servicio público
Clark se interesó poco por la política de partidos, pero se opuso al proteccionismo y sirvió en una comisión real sobre el comercio del carbón (1866-1871). Fue excepcional entre los industriales del siglo XIX debido a que estudió seriamente el bienestar social de sus trabajadores. A sus expensas creó un hospital para los trabajadores de Dowlais, mientras que las escuelas de Dowlais, las más grandes del reino, debieron su éxito casi por completo a su dirección. Fue uno de los primeros partidarios del movimiento voluntario y él mismo formó un batallón en el distrito de Dowlais. Fue presidente de todas las autoridades locales del lugar, y sus múltiples servicios en el trabajo del gobierno local se conmemoran en un busto de mármol, obra de Joseph Edwards, colocado en la sala de juntas de los guardianes de la ley de los pobres de Merthyr.
Fue un ciudadano activo en Merthyr Tydfil. Sus cargos y deberes incluyen haber presidido el cuerpo de guardianes, incluida la junta de entierros y la junta escolar, trabajando para ampliar las escuelas fundadas por los huéspedes; y la junta de salud. El conocimiento combinado de medicina e ingeniería de Clark generó un interés general en la salud pública. Fue contratado por la Oficina General de Salud y trabajó en el análisis de la condición sanitaria de los pueblos y villas en todo el país.
Apoyó la actividad de los lugares de culto, incluida la construcción de la iglesia galesa de Santa María. También fue teniente coronel del 2.º cuerpo (Dowlais) de Voluntarios de Fusileros de Glamorgan; magistrado; y alto comisario de Glamorgan (1868).
Se opuso a la incorporación de Merthyr Tudful porque creía que dañaría los intereses comerciales de Dowlais.
Clark murió en su casa de Talygarn el 31 de enero de 1898, unos meses antes de cumplir 89 años. Días antes había escrito una carta a la prensa sobre los descubrimientos romanos en el castillo de Cardiff.

## Publicaciones
- George Thomas Clark (1839). A Guidebook to the Great Western Railway. Great Britain: Great Western Railway.
- George Thomas Clark (1846). The History and Description of the Great Western Railway. John Cooke Bourne, illustrator. London.
- George Thomas Clark (1885). Cartae et Alia Munimenta Quae ad Dominium de Glamorgancia Pertinent 1. Cardiff: Dowlais.
- George Thomas Clark (1886). Limbus Patrum Morganiae Et Glamorganiae: Being the Genealogies of the Older Families of the Lordships of Morgan and Glamorgan. Wyman & Sons.
- George Thomas Clark (1910). Cartae et Alia Munimenta Quae ad Dominium de Glamorgancia Pertinent 2. Cardiff: William Lewis.
- George Thomas Clark (1910). Cartae et Alia Munimenta Quae ad Dominium de Glamorgancia Pertinent 3. Cardiff: William Lewis.
- George Thomas Clark (1910). Cartae et Alia Munimenta Quae ad Dominium de Glamorgancia Pertinent 4. Cardiff: William Lewis.
- George Thomas Clark (1910). Cartae et Alia Munimenta Quae ad Dominium de Glamorgancia Pertinent 5. Cardiff: William Lewis.
- George Thomas Clark (1910). Cartae et Alia Munimenta Quae ad Dominium de Glamorgancia Pertinent 6. Cardiff: William Lewis.

## Lecturas relacionadas
- James B Ll.(ed) G.T Clark : Scholar Ironmaster en la época victoriana. Prensa de la Universidad de Gales, Cardiff. 1998. ISBN 0-7083-1500-3
- Counihan, J. (1985). «Mrs Ella Armitage, John Horace Round, G. T. Clark and early Norman castles». Anglo-Norman Studies 8: 73-87.
- Jones, E. (1987). A History of GKN, 1: Innovation and Enterprise, 1759–1918. Basingstoke: MacMillan. ISBN 0-333-34594-0.
- Lewis, M. J. (1983). G. T. Clark and the Dowlais Iron Company: an entrepreneurial study. University of Wales.
- Owen, J. A. (1977). The History of the Dowlais Iron Works, 1759–1970. Newport: Starling Press. ISBN 0-903434-27-X.
- Randall, H. J. (1959). «Clark, George Thomas (1809–1898)». Dictionary of Welsh Biography.
- Williams, L. J. (1984–1986). «Clark, George Thomas».  En Jeremy, D. J., ed. Dictionary of Business Biography.

- Datos: Q5512496